# Потье, Жозеф
Жозе́ф Потье́ (фр. Joseph Pothier; 7 декабря 1835 — 9 декабря 1923) — французский прелат и литургист, бенедиктинец, писатель о музыке, реформатор григорианского хорала.
18 декабря 1858 года был рукоположён в священники епархии Сен-Дье и сразу же поступил в бенедиктинский монастырь в Солеме, где стал профессором церковного пения и являлся суприором в 1862—1863 и 1866—1893 годах. Затем был приором в Лигюже (фр. Abbaye Saint-Martin de Ligugé) в 1894—1895 годах и генерал-приором в Фонтенельском аббатстве в 1895—1898 годах. В 1898 году папа римский Лев XIII восстановил для него титул первого аббата Фонтенельского аббатства, потерянный из-за Великой французской революции. В 1901 году был вынужден со своей общиной покинуть Францию после принятия закона Вальдека (Закон об ассоциациях; фр. Association loi de 1901) и эмигрировать в Бельгию.
В 1904 году был назначен папой Пием X главой ватиканской комиссии (фр. Commission pontificale) по изданию литургических книг. С 1904 по 1913 год жил в Риме, комиссия, им возглавляемая, завершила работу в 1914 году.
В течение двадцати лет занимался изучением григорианского хорала. Был автором большого количества палеографических исследований церковного пения, неоднократно приглашался для обучения духовенства. Главные работы: «Les mélodies Grégoriennes» (Tournai, 1881), «Liber Gradualis» (Tournai, 1883), статьи в первых томах «Paléographie musicale» (1889—1896).